# MTV Unplugged in New York
MTV Unplugged in New York je album v živo ameriške grunge skupine Nirvana, ki je izšel leta 1994 pri založbi DGC Records in vsebuje posnetek Nirvaninega akustičnega (»unplugged«) koncerta v newyorških Sony Music Studios 18. novembra 1993 za oddajo MTV Unplugged. Oddajo je režirala Beth McCarthy, na kabelskem omrežju MTV je bila predvajana 16. decembra tega leta. Za razliko od običajne prakse v seriji je skupina igrala predvsem manj znane skladbe iz svojega repertoarja in priredbe različnih izvajalcev, kot so The Vaselines, David Bowie, Lead Belly in Meat Puppets. Brata Kirkwood iz slednje skupine sta sodelovala na odru.
Nekaj mesecev po nastopu je umrl frontman Nirvane Kurt Cobain; to je bil prvi album skupine, ki je izšel po njegovi smrti. Debitiral je na prvem mestu lestvice Billboard 200 in je Cobainova najuspešnejša posthumna izdaja s petkratno platinasto certifikacijo v ZDA. Skupini je prinesla grammyja za najboljši alternativni album na podelitvi leta 1996. Video posnetek nastopa je leta 2007 izšel še na DVD-ju.

## Seznam skladb
Skladbe je napisal Kurt Cobain, razen kjer je posebej označeno.
| Št. | Naslov                                | Pisec                       | Dolžina |
| --- | ------------------------------------- | --------------------------- | ------- |
| 1.  | „About a Girl‟                        |                             | 3:37    |
| 2.  | „Come as You Are‟                     |                             | 4:13    |
| 3.  | „Jesus Doesn't Want Me for a Sunbeam‟ | Eugene Kelly, Frances McKee | 4:37    |
| 4.  | „The Man Who Sold the World‟          | David Bowie                 | 4:20    |
| 5.  | „Pennyroyal Tea‟                      |                             | 3:40    |
| 6.  | „Dumb‟                                |                             | 2:52    |
| 7.  | „Polly‟                               |                             | 3:16    |
| 8.  | „On a Plain‟                          |                             | 3:44    |
| 9.  | „Something in the Way‟                |                             | 4:01    |
| 10. | „Plateau‟                             | Curt Kirkwood               | 3:37    |
| 11. | „Oh, me‟                              | Curt Kirkwood               | 3:26    |
| 12. | „Lake of Fire‟                        | Curt Kirkwood               | 2:56    |
| 13. | „All Apologies‟                       |                             | 4:23    |
| 14. | „Where Did You Sleep Last Night‟      | ljudska; aranžma Lead Belly | 5:08    |